# RAF Scampton
Royal Air Force Scampton ou RAF Scampton est une base de la Royal Air Force adjacente à la route A15, près du village de Scampton, dans le Lincolnshire, et à environ 10 kilomètres au nord-ouest du chef-lieu, Lincoln, en Angleterre. Le commandant actuel de la station est la commandant de l'escadre Joanne Campbell.
La topographie de la station par rapport à la route a été intégrée à l’insigne de la station, dans lequel la proue du Longbow représente la rue Ermine (la route A15) courbée pour permettre le prolongement de la piste, la flèche représentant la piste elle-même. Le site appartient au ministère de la Défense et est géré par la RAF.
La RAF Scampton se trouve sur le site d’un terrain du Royal Flying Corps de la Première Guerre mondiale, appelé Brattleby. La station a été fermée et redonné à l'agriculture à la fin de la Première Guerre mondiale. Dans les années 1930, le site a été réactivé, et aura donc fourni un aérodrome aux combattants de la Première Guerre mondiale, aux bombardiers de la Seconde Guerre mondiale et aux V-bomber Avro Vulcans de la guerre froide.
Depuis la fermeture temporaire de la RAF Scampton en 1996 et sa réactivation ultérieure, la base a abrité l’équipe RAFAT (acronyme de RAF Aerobatic Team), les Red Arrows, ainsi que d’autres sociétés privées, telles que Hawker Hunter Aviation, pour la maintenance et le stockage des aéronefs,.
La station devait fermer en 2014, mais en juin 2012, le ministère de la Défense a confirmé que les Red Arrows resteraient au moins jusqu'à la fin de la décennie. En juillet 2018, le ministère de la Défense a annoncé la fermeture de Scampton d'ici 2022, toutes les unités seront délocalisées ailleurs et la base sera vendue.

## Historique

### Première Guerre mondiale
Fin 1916, Brattleby (également connu sous le nom de Brattleby Cliff) fut inauguré sur le site de l'actuel RAF Scampton. L'aérodrome était délimité à l'est par Ermine Street, au sud par Pollyplatt Lane, à l'ouest par Middle Street. et au nord par la maison Aisthorpe. La forme de l’aérodrome était très similaire à celle de Hackthorn Park au nord-est, qui a probablement été créée de la même manière. Outre les limites du champ, un certain nombre d'autres sites préexistants ont été démolis ou utilisés pour l'aérodrome, notamment la maison Aisthorpe et un complexe agricole situé à l'est du site.
L’aérodrome couvrait une superficie de 116 hectares et consistait en un terrain d’atterrissage et six hangars avions, agencés par deux, leurs portes étant à 90 degrés de la piste. Des bâtiments techniques ont été aménagés derrière ceux-ci, suivis des logements domestiques situés à proximité de Ermine street. Ceux-ci ont été subdivisées en groupes plus petits en fonction du rang des personnel logées. L’hébergement des femmes était basé autour d’une auberge pour femmes.
La première unité opérationnelle était A Flight, du 33 Squadron RFC (33 Sqn), qui volait sur FE2b pour défendre le pays contre la menace Zeppelin. Le site s’est ensuite transformé en un aérodrome d’entraînement soutenant le No. 60 Training Sqn, suivi des No 81 et 11 Training Sqns, volant sur Sopwith Camel, Pup et Dolphin. La station a été rebaptisée Scampton en 1917, à la suite de quoi elle a été désignée 34 Training Depot Station et a poursuivi son programme opérationnel jusqu'à sa fermeture en avril 1919.
Tous les bâtiments de l'aérodrome étaient temporaires, même les haies et les arbres qui existaient autour des limites du terrain avaient été conservés, de sorte que la région retrouve sa forme antérieure à la fin de la guerre. En 1920, tous les bâtiments, y compris les hangars, avaient été supprimés'.

### Entre deux guerres
En 1936, le programme d'expansion de la RAF avait supervisé une période de croissance rapide, tant en termes de création de nouveaux escadrons que de développement de nouvelles bases. L'ancien site de Brattleby faisait partie des nombreux sites du programme d'expansion, situé entre trois villages; Aisthorpe, Brattleby et Scampton, avec son entrée principale située sur la route A15 (Ermine Street) en direction de Lincoln. Le site devait être construit conformément aux spécifications les plus récentes et constituerait à terme un poste de bombardier entièrement équipé. Dès sa réouverture en octobre 1936, la base sera connue sous le nom de Station de la Royal Air Force de Scampton.
La station était composée de quatre grands hangars de type C avec des bâtiments techniques et domestiques permanents en briques. Les bâtiments restants de l'aérodrome (pour les activités techniques et l'hébergement) ont été construits selon un agencement compact derrière les hangars, selon un agencement reproduit sur tous les aérodromes de cette période: zone technique, bureaux de poste, mess des officiers, mess des sergents, quartiers des aviateurs , logements familiaux et logements familiaux des officiers Les routes étaient disposées parallèlement ou perpendiculairement à Ermine Street (A15), la salle de garde à 90 degrés de l'entrée principale et le quartier général de la station faisait face à Ermine Street. Cela a eu pour résultat que la base occupe une superficie de 145 hectares.
Au cours de son développement, la RAF Scampton s'imposa de plus en plus au paysage rural environnant, comme sur le Lincolnshire Edge (en), une crête de calcaire jurassique, qui forme l’épine dorsale distinctive du comté de Whitton, de l’estuaire Humber au nord, jusqu’à Grantham au sud.
Une série d’aérodromes ont été développés le long du sommet, notamment la RAF Waddington, la RAF Cranwell et la RAF Scampton.
À leur ouverture, les IX(B) Squadron (9 Sqn) et 214 Squadron (214 Sqn) sont les premiers résidents de la base. Ils arrivent en octobre 1936 et utilisent des Handley Page Heyford et Vickers Virginia. Le IX(B) Sqn resta à Scampton jusqu’en mars 1938, le 214 Sqn ayant rejoint la RAF Feltwell en avril 1937. Une autre unité stationnée sur la base fut le 148 Squadron (148 Sqn) , formé à partir du C Flt du IX (B) Sqn qui utilisait des Hawker Audax et plus tard des Vickers Wellesley. La durée de présence du 148 Sqn fut brève, il fut remplacé par le 49 Squadron (49 Sqn) et le 83 Squadron (83 Sqn) en mars 1938. À cette époque, le 49 Sqn et le 83 Sqn utilisaient des Hawker Hind avant de se rééquiper avec des Handley Page Hampden'.

### Deuxième Guerre mondiale

#### 1939–1942

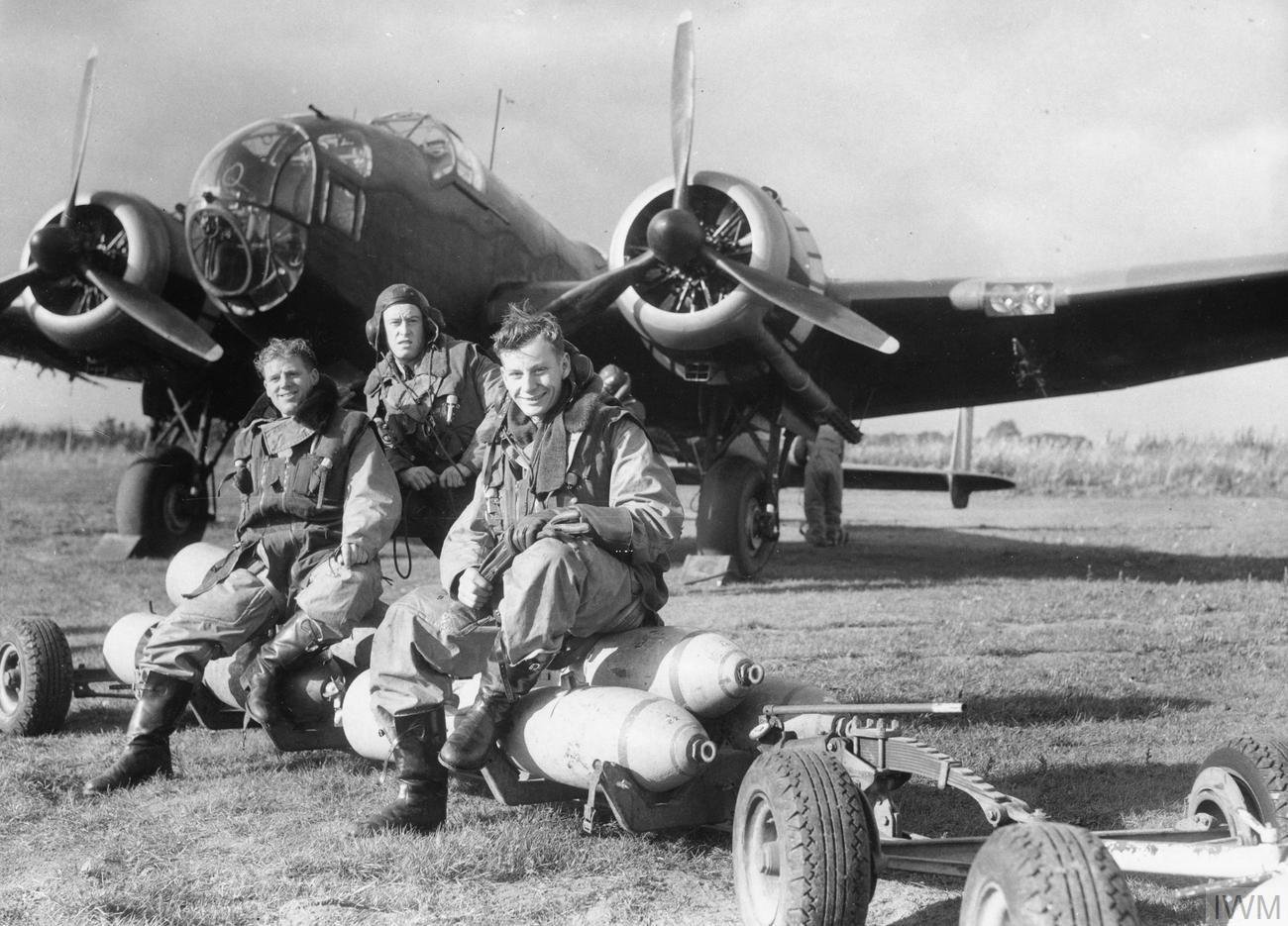
Un équipage et son avion photographiés à Scampton en octobre 1940.

Au début de la Seconde Guerre mondiale, Scampton fut transféré au Bomber Command du 5e groupe de la RAF, où il hébergea les Hampden du 49 Sqn et du 83 Sqn. Le 3 septembre 1939, six heures après la déclaration de guerre, la RAF Scampton lança la première offensive de la Royal Air Force lorsque six Hampden du 83e Sqn, dirigés par le Flying Officer Guy Gibson, et trois autres du 49 Sqn, dont l'un piloté par le lieutenant d'aviation Roderick Learoyd, a été dépêché pour effectuer un bombardement au large de Wilhelmshaven. D'autres opérations impliquant les escadrons de Scampton les ont concernés avec notamment la tâche dangereuse de la pose de mines à basse altitude (code nommé 'Gardening'), et le bombardement des navires. Les escadrons de Scampton ont également participé aux phases critiques de la fin de l’été et du début de l’automne 1940, attaquant des barges dans les ports de la Manche, assemblés dans le cadre de la flotte d’invasion.
Pendant un court laps de temps, la station a accueilli les Avro Manchester du 49 Sqn et 83 Sqn. Il s’agit d’une brève liaison pour ces escadrons qui sont par la suite passés sur Avro Lancaster. Formant le 83 Conversion Flight (CF) le 11 avril 1942, suivi du 49 CF le 16 mai, les deux escadrons étaient entièrement équipés du Lancaster à la fin du mois de juin. C'est au cours de cette période que le 83 Sqn a reçu le Lancaster MkI R5868, qui deviendrait un jour l'une des stèles de la station.
À leur tour, les deux escadrons résidents ont été remplacés par le 57 Squadron (57 Sqn),. Le premier départ fut celui du 83 Sqn qui eut lieu en août 1942, vers la RAF Wyton. Le 2 janvier 1943, le 49 Sqn part à son tour pour la RAF Waddington. Début janvier 1943, le 57 Sqn était le seul occupant de la base.

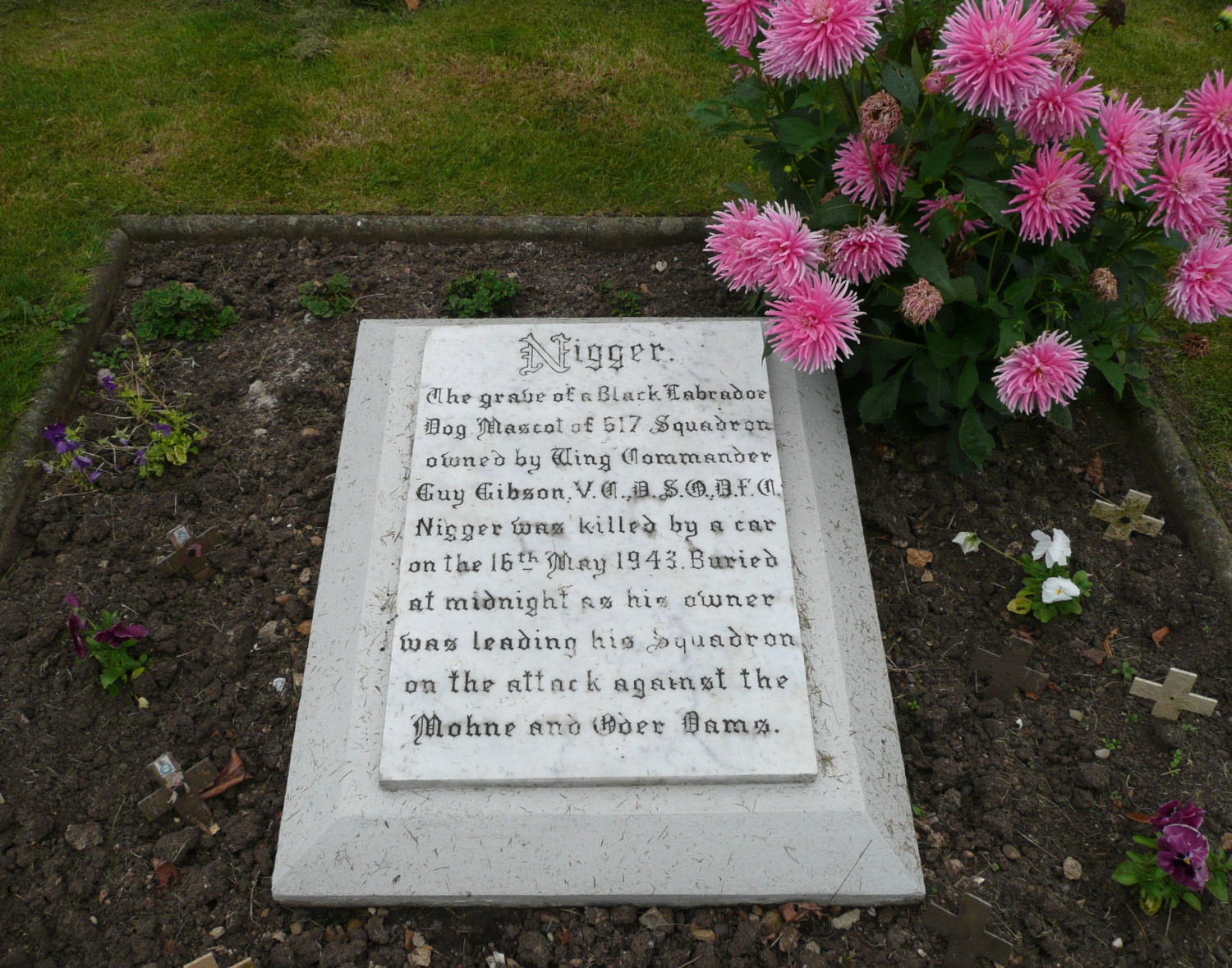
La tombe du chien de Guy Gibson

#### 1943–1945
À la suite du développement de la bombe rebondissante, le 617 Sqn, appelé à l’origine « Escadron X », a été constitué à Scampton afin de mener à bien le raid prévu, baptisé Opération Chastise. Plus communément appelé le "Raid Dambusters", le raid serait considéré comme le plus célèbre et le plus connu de l'histoire de la Royal Air Force.
Dans la nuit du 16 au 17 mai 1943, le 617 Sqn envoya 19 Lancasters de Scampton. Dirigée par le commandant de l'escadre Guy Gibson, la majeure partie de l'escadron a attaqué les barrages de Sorpe (en), Eder et Möhne, avec un avion supplémentaire chargé de mener une attaque sur le barrage de Schwelm. Les barrages d'Eder et de Möhne ont été percés. Cependant, huit des Lancaster expédiés ne sont pas revenus et 53 membres d'équipage ont été perdus. Après le raid, le commandant d'escadre, Gibson, reçut la Victoria Cross, devenant ainsi le troisième récipiendaire de la récompense. Le jour du raid, le chien du commandant de l'escadre Gibson, Nigger, a été renversé et tué sur l'A15 devant l'entrée de la base. Il a été enterré plus tard dans la nuit, sa tombe fut située à l'extérieur du bureau de Gibson au Hangar no 3.

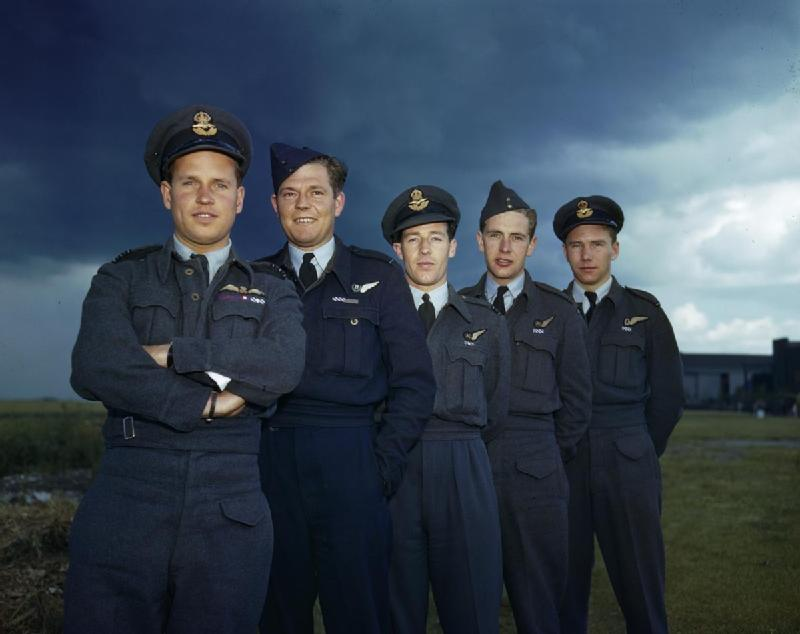
L'une des séries d'images emblématiques des membres du 617 Squadron, mettant en vedette le commandant de l'escadre Guy Gibson; Officier Pilote P.M. Spafford; Capitaine d'aviation R. E. G. Hutchinson; Le lieutenant d'aviation G. A. Deering et le lieutenant d'aviation H. T. Taerum, photographiés à Scampton, le 22 juillet 1943

En juillet 1943, le 617 Sqn est de nouveau impliqué dans une opération de précision. Douze avions de l'escadron décollent de Scampton pour attaquer des cibles dans le nord de l'Italie. Ils sont ensuite partis en Afrique du Nord. L'opération a rencontré peu d'opposition, mais les cibles ont été obscurcies par le brouillard de la vallée et n'ont pas été détruites. Les 12 équipages sont rentrés d'Afrique du Nord à Scampton le 25 juillet, après avoir bombardé les quais de Leghorn lors du voyage de retour. Plus tard dans le mois, neuf avions ont décollé de Scampton pour larguer des tracts sur Milan, Bologne, Gênes et Turin en Italie. Tous les aéronefs ont terminé la mission et ont de nouveau poursuivi leur route en Afrique du Nord, où ils ont tous atterri en toute sécurité. Sept des appareils sont revenus à Scampton le 1er août, un le 5 août et le dernier le 8 août.
Fin août 1943. Le 57 Sqn et le 617 Sqn se sont déplacés respectivement vers la RAF East Kirkby et la RAF Coningsby, afin que les pistes de Scampton puissent être modernisées. Avec l’augmentation du poids total du Lancaster, il était évident que la résistance des pistes durcies serait nécessaire. L'aérodrome est fermé à la fin du mois d'août 1943 pour permettre les travaux et la réouverture en octobre 1944. Trois pistes en béton ont été aménagées pour accueillir des modèles de bombardiers de classe "A" traditionnels. Les trois pistes disponibles étaient les suivantes : 05/23 (de 1 828 mètres), 01/19 (de 1 371 mètres) et 11/29 (de 1 280 mètres). Les travaux ont également vu la construction de nouveaux magasins de bombes au coin nord-ouest de l'aérodrome. Le personnel de Scampton à cette époque comptait 1 844 hommes et 268 femmes.
Une fois les travaux requis terminés, la superficie occupée par la base était maintenant passée à 235 hectares.
Après les travaux, le contrôle de la station est passé du 5 Group à 1 Group, avec une nouvelle arrivée, celle du 1690 Bombardier Defence Training Flight (BDTF), arrivé le 13 juillet 1944. Le BDTF était composé de Spitfire, d'Hurricanes et de Martinets, affiliés aux avions de combat. Cette unité resta sur la base jusqu'en septembre 1944, date à laquelle elle s'installa sur la RAF Metheringham. Il a été remplacé par le 1687 BDTF, arrivé début décembre 1944 et parti pour la RAF Hemswell en avril 1945.
Deux escadrons de Lancaster, le 153 Squadron (153 Sqn) et plus tard le 625 Squadron (625 Sqn) du 1 Group de la RAF  sont également arrivé à Scampton après la réouverture de l’aérodrome.
La dernière mission de bombardement de la Seconde Guerre mondiale lancée à partir de la RAF Scampton eut lieu le 25 avril 1945, lorsque des appareils des 153 Sqn et du 625 Sqn furent envoyés dans le cadre d'un raid sur l'Obersalzberg.

#### Pertes
Pendant la guerre, la RAF Scampton perdit un total de 551 membres d’équipage et de 266 avions Parmi ceux-ci 155 étaient des Hampdens et 15 des Manchesters. Quelque 96 Lancasters ont été perdus lors d'opérations et d'accidents d'avril 1942 à mai 1945. Les pertes les plus importantes ont été enregistrées au 57 Sqn, qui a perdu 53 appareils, dont 284 membres d'équipage ont été tués, 12 blessés et 19 faits prisonniers. En termes de pourcentage, l’opération Chastise a été le raid le plus coûteux en vies humaines.

### Après la Seconde Guerre mondiale
Après la fin des hostilités, le 153 Sqn est dissous le 28 septembre 1945, puis le 625 Sqn le 7 octobre. La base continua d'exploiter des Avro Lancaster lorsque le 100 Squadron (100 Sqn) arriva en décembre 1945. Il fut le dernier escadron de Lancaster de la base et partit pour la RAF Lindholme en mai 1946. De retour à son ancien domicile en décembre 1945, le 57 Sqn revint sur la base avec des Avro Lincoln. Au fil du temps, le 57 Sqn a également rejoint le 100 Sqn sur la RAF Lindholme.

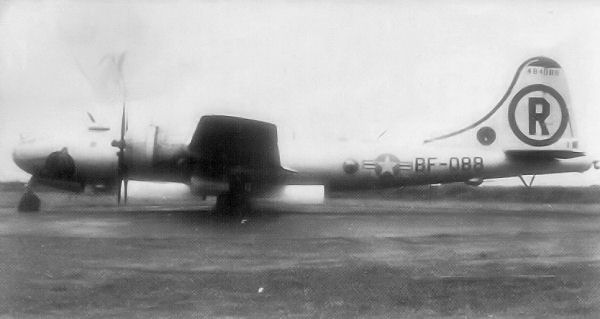
Un B-29 du 28th Bombardment Group, 718th Bombardment Squadron sur la RAF Scampton

#### United States Air Force
À partir de juillet 1948, Scampton hébergea les Boeing B-29 du 28th Bombardment Group de l'US Air Force, dans le cadre d'un réseau d'aérodromes d'urgence.
Avec sa piste principale de moins de 6 000 pieds de longueur et une pénurie chronique de support adéquat, Scampton était loin d’être une base idéale pour les trente Boeing B-29 de l’US Air Force et Washington B MK IS de la RAF. En janvier 1949, lorsque les circonstances ont changé, les escadrons de l'USAF ont été retirés et la RAF Scampton a été rendue à la Royal Air Force.

### Guerre Froide

#### Années 1950
En 1953, Scampton devint un aérodrome de déroutement principal et la tour de contrôle reçut un penthouse en verre à l'usage du contrôleur local.
Pendant ce temps, la RAF Scampton soutenait quatre escadrons de Canberra ; le 10 Sqn, le 18 Sqn, le 21 Sqn et le 27 Sqn. Les Canberras ont déménagé en 1955 lorsque la station a été désignée comme une base de bombardiers V-bombers.

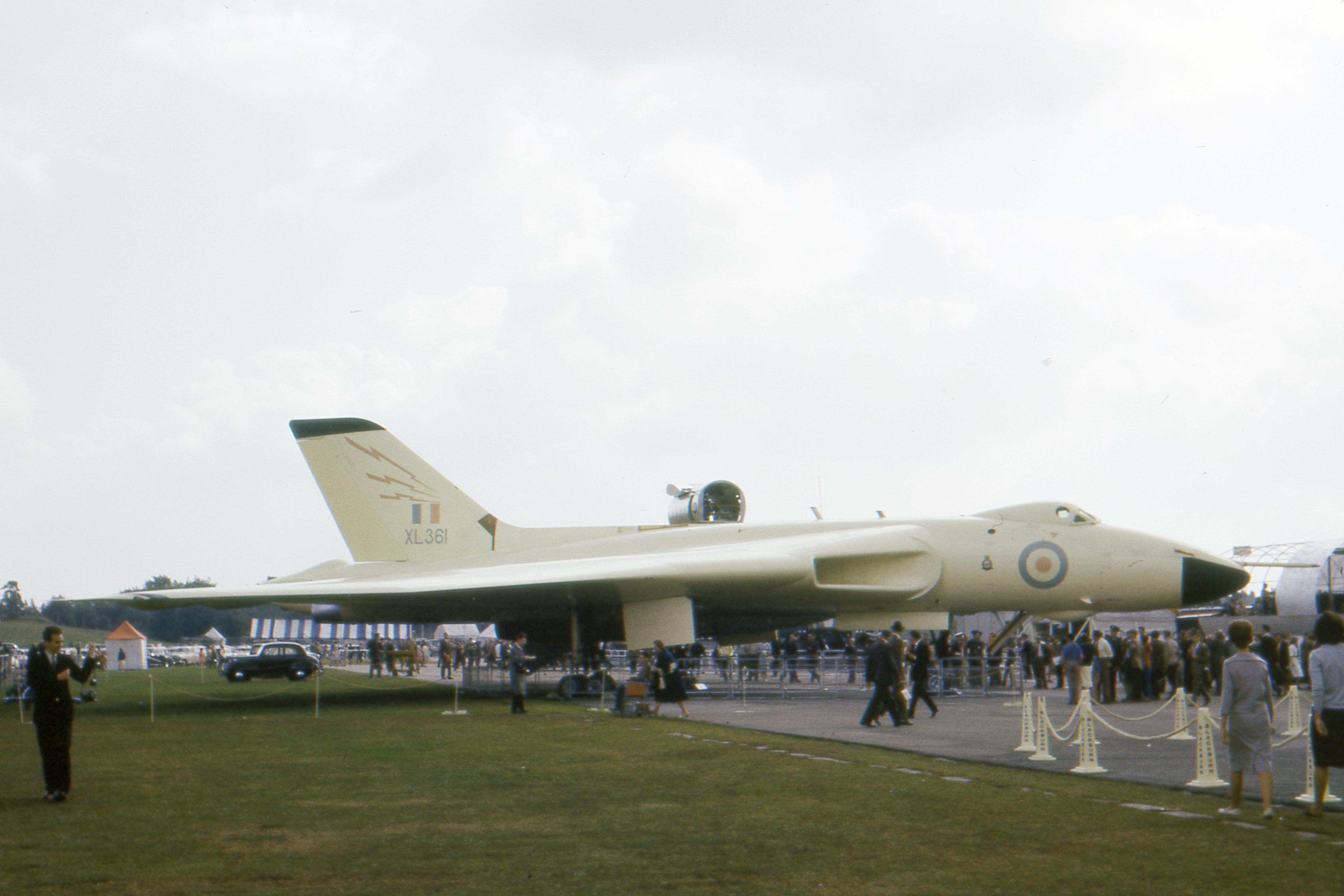
Un Avro Vulcan B.2 du 617 Sqn

La RAF Scampton a été choisie comme l'un des dix aérodromes pouvant accueillir une partie de la force V de la RAF, dans le cas de Scampton, l'Avro Vulcan. Cela nécessitait de nombreuses nouvelles installations au sol, y compris une zone de haute sécurité pour le stockage et la maintenance des armes nucléaires, ainsi que des structures résistantes pour l'avion.
Les premières armes nucléaires livrées à Scampton sont arrivées en 1958 et comprenaient vingt bombes atomiques d'une capacité de 20 kilotonnes (20 kt) conformément au code Rainbow, Blue Danube. Elles ont été remplacées par le plus petit Yellow Sun Stage 1 (Mk. 1), qui était la première des armes thermonucléaires opérationnelles du Royaume-Uni. Le développement du missile nucléaire Blue Steel a nécessité la construction de nouveaux bâtiments spécialisés: le bâtiment d'entretien et de stockage des missiles (MSSB), construit entre les hangars principaux et l'aérodrome, ainsi que le bâtiment de stockage du très volatile High Test Peroxide (HTP), et de kérosène qui étaient situés à une certaine distance du MSSB.
Des structures supplémentaires et des structures déjà en place ont également été modifiées. En particulier, la piste a été réaménagée en NE/SO (alignement de désignation actuel 04/22) et étendu de 940 mètres supplémentaires (pour un total de 2 740 mètres). La piste a ainsi dépassé du coin nord-est de la base et a nécessité le détournement de la Ermine Street (A15), élément de paysage artificiel le plus remarquable de la région et la limite historique pour des éléments tels que les limites des paroisses et les systèmes de champs. On peut encore voir le renflement est de la route A15 au nord de Lincoln.

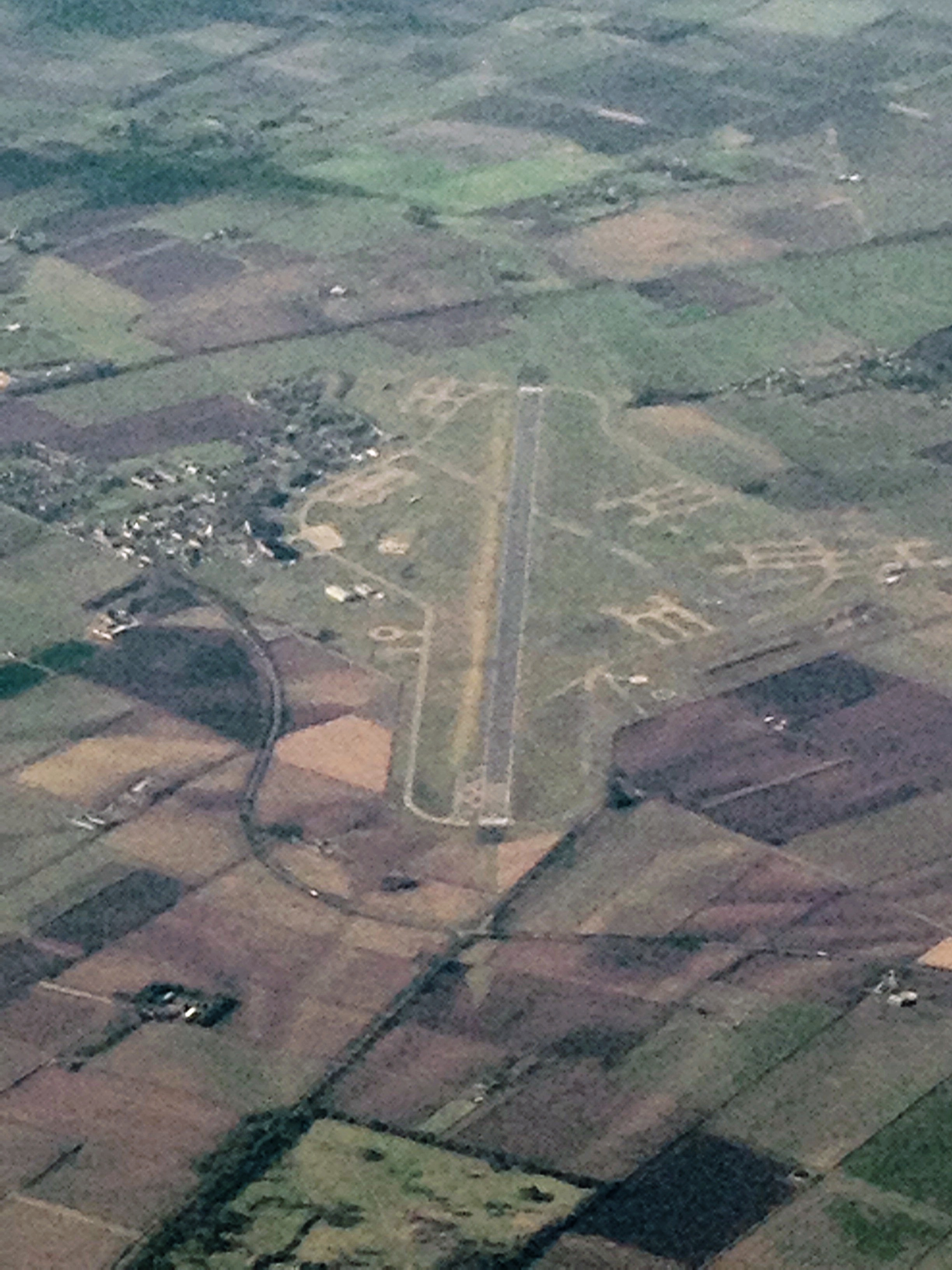
Vue aérienne de la RAF Scampton, mars 2016. Les aménagements entrepris pendant la guerre froide sont évidents, y compris la modification du tracé de l'A15 (Ermine Street).

Pendant la période de la guerre froide, l'aérodrome a développé sa forme actuelle, imposant le paysage de manière beaucoup plus spectaculaire. Son étendue n'était plus délimitée par les limites de champs existantes, mais par la forme requise pour l'extension de la piste. Des bâtiments techniques ont également été ajoutés à cette période. Les bâtiments de stockage de l'unité situés à l'extrême nord du site ont été construits pour le stockage et la maintenance des bombes nucléaires. Lors de l’introduction du missile Blue Steel, de nouveaux bâtiments ont été construits juste au nord-est des hangars, afin de développer, d’entretenir et d’alimenter les missiles. Une nouvelle tour de contrôle a été construite à proximité de ces bâtiments pour donner une vue sur la piste récemment agrandie. Les zones domestiques ont été aménagées pour faire face au nombre croissant de personnes utilisant le site. Celles-ci comprenaient de nouveaux blocs de casernes et de plus grandes zones d'hébergement familial.
Les travaux entrepris ont porté la superficie de la base à 372 hectares.

#### Années 1960
En octobre 1960, le 83 Squadron est arrivé à Scampton en provenance de la RAF Waddington, équipé du Vulcan B.2. En même temps que le 27 Squadron et le 617 Squadron, qui à ce moment-là avaient également pris livraison du Vulcan B.2. L’"escadre Scampton" a été formée, et l’avion fut équipé du missile Blue Steel. En avril 1964, la RAF Scampton instaure un service centralisé, ce qui signifie que les avions ne sont plus assignés à des unités individuelles mais sont «regroupés» et attribués aux escadrons au jour le jour. Cela signifiait que divers Vulcans étaient pilotés par les trois escadrons de l'"escadre Scampton", désormais pleinement opérationnelle avec le Blue Steel.
Le 30 juin 1968, les opérations du Blue Steel à Scampton ont été arrêtées, la Royal Navy ayant lancé le sous-marin équipé de Polaris, le sous-marin a assumé la responsabilité de la dissuasion nucléaire britannique. Les escadrons de Scampton étant affectés au bombardement nucléaire et conventionnel, cela a conduit à la dissolution du 83 Squadron en août 1969, mais en décembre 1969, la 230 Operational Conversion Unit a été transférée sur la RAF Scampton depuis la RAF Finningley.

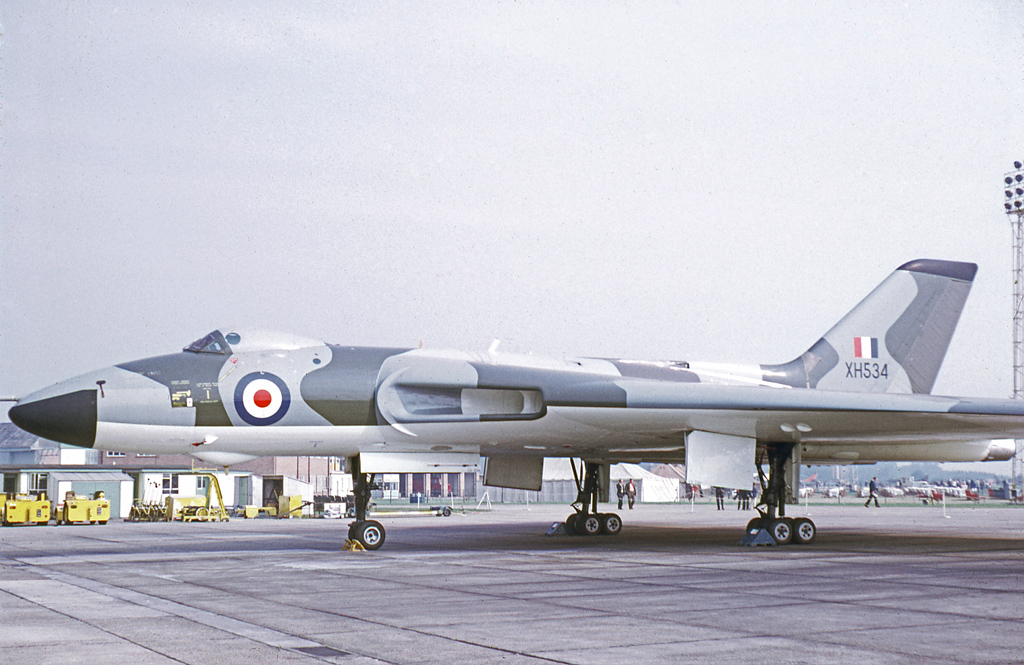
Vulcan B.2 du 230 Operational Conversion Unit

Une partie du développement et de la modernisation de la base après-guerre, à l'instar de nombreuses autres bases de la RAF à l'époque, a été marquée par la création d'une école primaire pour les enfants du personnel en poste sur la base. Situé au sud de l'entrée de la base, et adjacente à la clôture du périmètre est, l’école actuelle a été construite en 1961 et remplace l’école improvisée dispensée dans le mess des officiers depuis 1951. L’ouverture officielle de l’école eut lieu le 24 novembre 1961, et les premiers enfants ont fréquenté l'école en janvier 1962. Les bâtiments sont typiques des petites écoles primaires construites dans les années 1960, avec un toit plat, de grandes fenêtres et une hauteur uniforme d'un étage.

#### Années 1970
Les allocations d'avions par unité ont été réintroduites en 1971 et, tout au long de la décennie, Scampton a continué d'accueillir le 27 Squadron, le 617 Squadron et la 230 Operational Conversion Unit.

#### Années 1980
Avec la dissolution de la 230 Operational Conversion Unit et la cessation des opérations Vulcan du 617 Squadron en 1981, Scampton a été transféré au RAF Support Command et est devenu le siège de l’école centrale de pilotage (CFS) en 1983. Ce rôle lui a permis d’accueillir des avions comme le Scottish Aviation Bulldog et le Short Tucano, partageant l’espace aérien avec les Hawks des Red Arrows. En 1984, la base prend aussi un rôle de soutien avec l’arrivée de l’unité de réparation de radar Tornado.

### Après la guerre froide

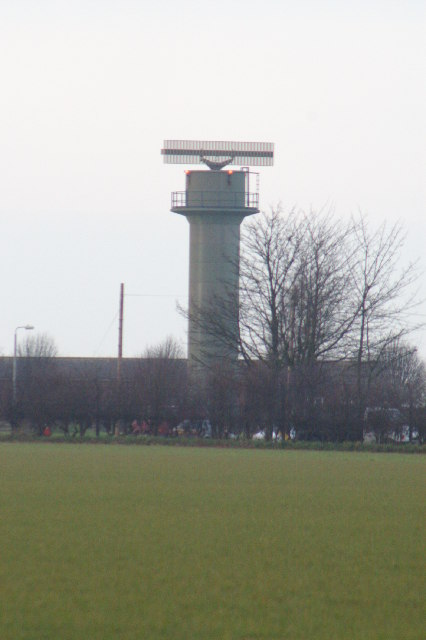
Tour de radar de RAF Scampton

#### Années 1990
En août 1990, la RAF Scampton est devenue le siège du Groupe de mise en œuvre du contrôle des armements (JACIG). JACIG était un service interarmées fonctionnant initialement avec environ 250 personnes et comprenant environ 50% personnels de l'armée de terre, 35% de la Royal Air Force et 15% de la Royal Navy, des Royal Marines et des civils du MOD. À ses débuts, la responsabilité du JACIG était de superviser la mise en œuvre du traité sur le contrôle des forces armées en Europe (FCE), bien que celle-ci fût bientôt responsable d'un certain nombre d'autres attributions; La Convention sur les armes chimiques (CWC), le Traité sur les forces nucléaires intermédiaires (INF), Ciel Ouvert et le Document de Vienne. Le Traité sur les FCE visait la réduction des armes classiques dans toute l’Europe et son champ d’opérations était situé entre l’Atlantique et l’Oural (ATTU). Au milieu de 1995, le JACIG a rejoint la base RAF Henlow dans le Bedfordshire.
Au milieu des années 1990, Scampton a été mis en veille dans le cadre du programme Front Line First, alors que le CFS partit sur la RAF Cranwell. La décision avait initialement été prise de fermer complètement la base avec la RAF Finningley, ce qui a été confirmé par le député de Nicholas Soames dans une déclaration à la Chambre des communes le 25 mars 1995. L'opposition à la fermeture prévue était forte. Un groupe a été formé appelé "Save our Scampton" (SOS), soutenu par le Lincolnshire Echo, le conseil du comté et le député de Gainsborough et Horncastle, Edward Leigh. Un des plans proposés pour la base consistait à transformer le site en prison, mais ce plan n’a pas été poursuivi.
Les Red Arrows, cependant, ont continué à s'entraîner dans l'espace aérien restreint entourant l'aérodrome (R-313).

#### Années 2000
Au début de l'année 2000, à la suite d'une réévaluation de la logistique de l'opération des Red Arrows et du manque d'espace disponible sur la RAF Cranwell, il a été décidé de déplacer la base des Red Arrows à Scampton.
Dans le cadre d'une réorganisation, les unités de l'Air Combat Service Support du 2 Group, ainsi que le personnel de la RAF Boulmer et de la RAF Sealand envisageaient de déménager à Scampton. C’est ainsi que le personnel de la station aurait atteint 2 500 personnes, et comme le maintien de la base en tant que base opérationnelle de la RAF semblait incertain, cette décision aurait permis de rendre son avenir plus sûr. Cependant, des problèmes financiers ont empêché toute amélioration de l'infrastructure et ces unités ont été transférées sur la RAF Leeming dans le North Yorkshire.
En 2005, Scampton fut à nouveau placé sous le contrôle du RAF Strike Command et devint le siège du centre de contrôle et de compte rendu britannique du système de surveillance et de contrôle aérien (ASACS-CRAC) et de l'unité mobile météorologique (MMU). Le centre de contrôle aérien No1 a été déployé en Afghanistan en 2006 dans le cadre de l'opération Herrick, jusqu'en 2009.
En 2008, l’avenir de la RAF Scampton semblait de nouveau incertain. Le gouvernement travailliste de l'époque a décidé que la base serait "réduite", que les Red Arrows seraient transférés sur la RAF Waddington en juillet 2011 et le système de surveillance et de contrôle aériens (ASACS) seraient également transférés sur la base de RAF Coningsby d'ici à 2014,. Toutefois, l’examen des dépenses de défense stratégique et les opérations en Libye ont eu pour effet de suspendre la décision dans l’attente d’un nouvel examen en 2011. L’examen a conclu que garder les Red Arrows sur la RAF à Scampton était la meilleure façon de les faire fonctionner, sans affecter les autres bases opérationnelles. À la suite de cette décision, des travaux ont été entrepris pour refaire le revêtement de la piste en s'assurant que Scampton soit conservé comme base de vol opérationnelle.
En juillet 2018, le ministère de la Défense a annoncé que la base Scampton serait fermée puis vendue, toutes les unités restantes étant transférées dans d'autres bases de la RAF au Royaume-Uni d'ici 2022.

## Unités actuelles

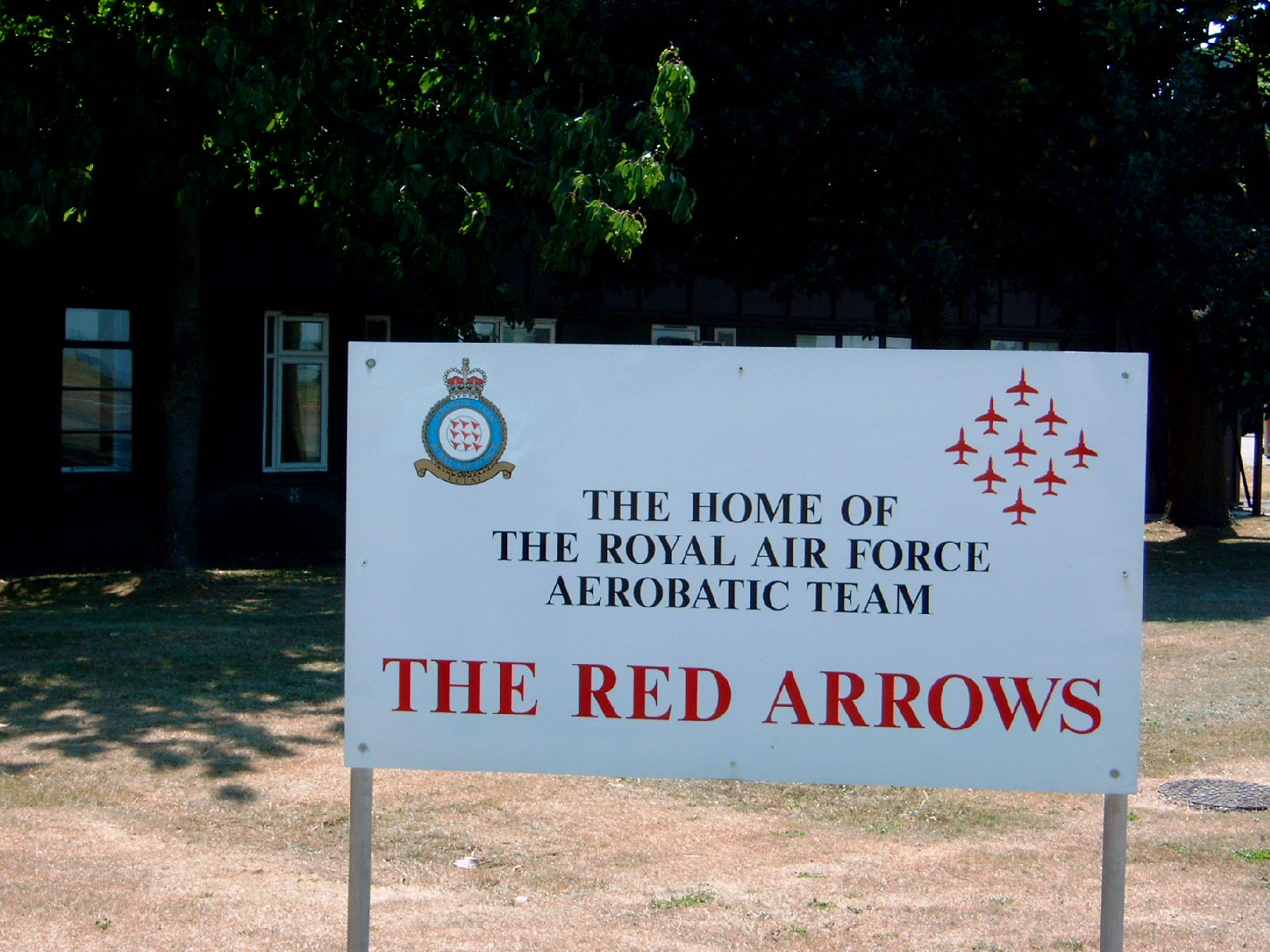
RAF Scampton: le foyer des Red Arrows

Les unités navigantes actuelles et les unités remarquables non navigantes basées sur la RAF Scampton sont :

### Royal Air Force
No. 1 Group RAF|No. 1 Group (Air Combat) RAF
- No. 1 Air Control Centre

No. 22 Group (Training) RAF
- RAF Aerobatic Team (The Red Arrows) – BAE Hawk T1A

No. 38 Group (Air Combat Service Support) RAF
- Mobile Meteorological Unit

Autres
- RAF Scampton Heritage Centre

## Opérations actuelles

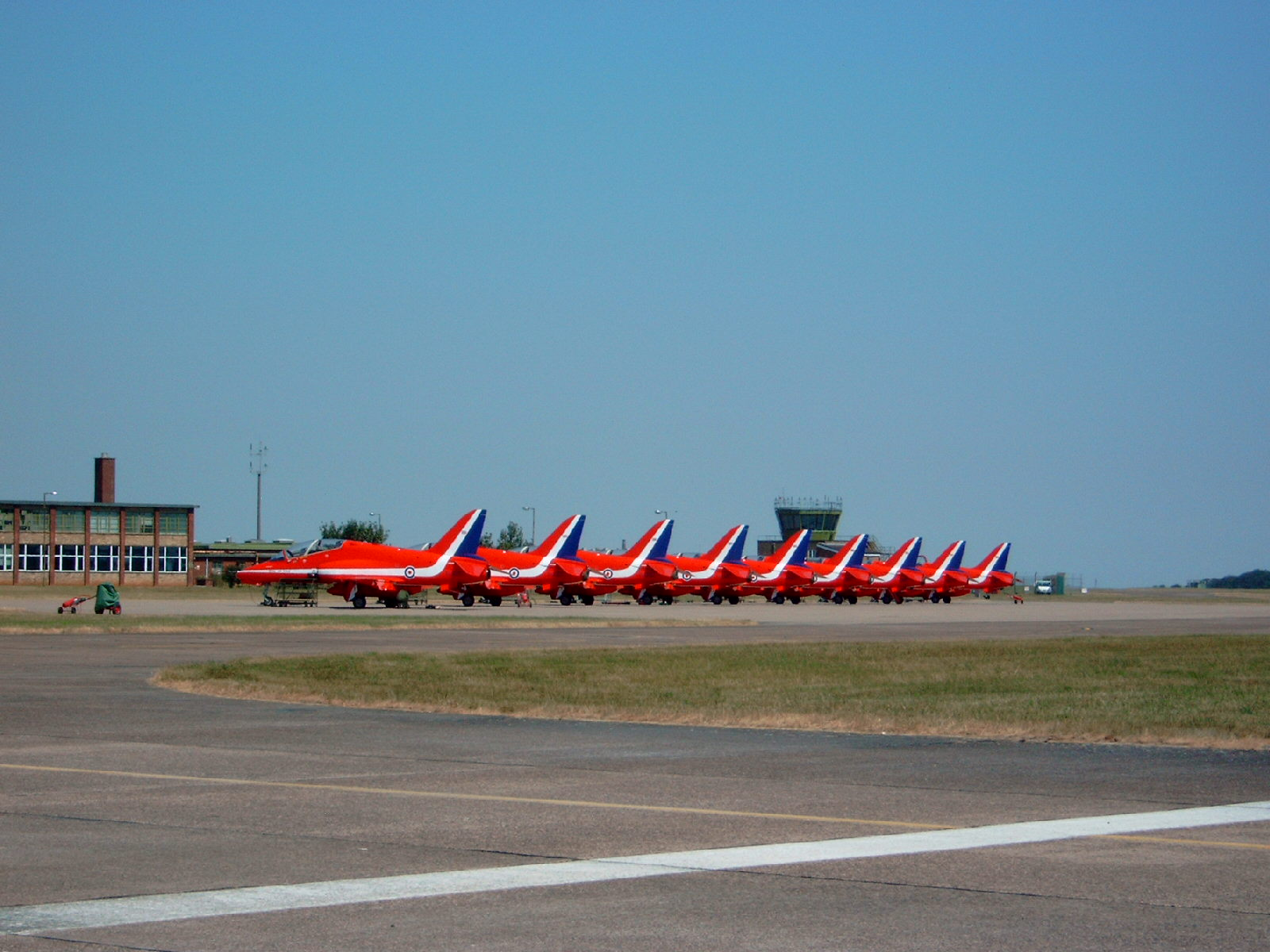
Les Hawks des Red Arrows sur la ligne avions de Scampton

La RAF Scampton abrite désormais les Red Arrows, le centre de contrôle et de compte rendu de Scampton et l’unité météorologique mobile. À partir de 2018, les Red Arrows sont les seuls avions permanents basés sur la base, bien qu'il ne soit pas rare de voir des avions de la RAF d'autres bases utilisant Scampton pour des opérations d'entraînement. Les résidents actuels fournissent donc un mélange de contrôleurs aériens, de réservistes et d’équipages.

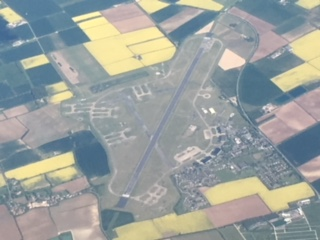
RAF Scampton, mai 2017

Les Red Arrows font partie du No 22 Group, bien que la RAF Scampton soit en fait administrée par le No 1 Group. La raison en est que le No. 1 Air Control Centre est une unité de radar de défense aérienne du No 1 Group, avec sa salle des opérations permanente, et le centre de contrôle et de compte rendu Scampton, fournissant une assistance pour la couverture de la RAF Boulmer.
La responsabilité principale de la RAF Scampton est l’entraînement, mais elle peut également couvrir les besoins de la défense après toute perturbation technique sur la RAF Boulmer Une autre responsabilité de la base est de fournir une capacité de commandement et de contrôle déployable en utilisant un équipement conteneurisé pouvant être livré dans le monde entier, offrant ainsi une capacité similaire à celle des centres de contrôle et de notification permanents. Le No. 1 Air Control Centre constitue la principale unité opérationnelle des contrôleurs aériens et des opérateurs de systèmes aérospatiaux de la RAF. Les exploitants s’entraînent généralement aux centres de contrôle et de compte rendu de Boulmer et de Scampton avant de commencer leur formation au 1ACC ou sur l’aéronef E3 Sentry.
L'unité météorologique mobile est composée d'officiers de réserve à plein temps faisant partie du bureau météorologique civil. L'unité entretient et répare le matériel nécessaire au soutien des opérations aériennes en dehors du pays.
Jusqu'à la fermeture de la RAF Kirton à Lindsey, la RAF Scampton exerçait un contrôle administratif sur le site satellite situé à 15 milles au nord,.
En 2015, une partie des installations d'hébergement de la RAF à Scampton ont fait l'objet de travaux de rénovation importants, notamment ceux de Gibson Barracks. Les améliorations consistaient à remplacer les fenêtres, à rénover et à réparer les zones extérieures en béton et à fournir de nouveaux escaliers de secours.
La caserne est restée inutilisée pendant plus de 20 ans, et à la suite de la négligence était tombé dans un état de délabrement. Le bâtiment a été converti en espace d’enseignement dans les années 1980, mais en raison du manque d’investissements sur la base, le bloc a été laissé en désuétude. Après un réexamen de la viabilité de la base entrepris à la suite de la fermeture de la RAF Kirton à Lindsey et du transfert de personnel qui en a résulté, ainsi que de la réalisation par English Heritage de l’importance de la structure et de son association Dams Raid, il a été décidé de reconvertir le bloc en usage résidentiel.
Bien que le bâtiment ne soit pas une structure classée, il est situé dans un site de valeur patrimoniale importante en raison de ses liens avec l’opération Chastise,. Le logement se compose de 48 chambres avec des installations communes.

## Récipiendaires de la Victoria Cross de la RAF Scampton
Au cours de l'histoire de la base, trois membres du personnel basés sur la RAF Scampton ont reçu la Croix de Victoria.
Wing Commander Roderick "Babe" Learoyd
Le 12 août 1940, les appareils du 83 Squadron faisaient partie d'un raid contre le canal Dortmund-Ems. Deux avions avaient été perdus à cause d'un tir anti-aérien avant que Learoyd ne lance son attaque, qui impliquerait une attaque à basse altitude. Lors de son attaque, l'avion de Learoyd a été pris dans les projecteurs, recevant ainsi deux coups dans une aile. En dépit de cela, Learoyd était toujours en mesure de fournir à son tireur de bombe une plate-forme stable pour pouvoir livrer ses bombes. Learoyd ramena ensuite le Hampden en Angleterre et arriva dans les environs de Scampton à 2 heures. Bien que l'avion puisse voler, ses systèmes hydrauliques avaient été endommagés et les volets de l'aile étaient inutilisables. Les indicateurs de trains d'atterrissages étaient également inutilisables et plutôt que de risquer un atterrissage dans l'obscurité, Learoyd tourna pendant trois heures avant de faire un atterrissage aux premières lueurs du jour. Il a reçu la Croix de Victoria pour son courage, ses compétences et sa détermination.
Flight Sergeant John Hannah
L'opérateur de radiophonie/mitrailleur John Hannah faisait également partie du 83 Squadron. Le 15 septembre 1940, son avion fut impliqué dans un raid sur une cible près d'Anvers au cours de laquelle le Hampden fut touché dans la soute à bombes, provoquant une explosion et de graves incendies. La position de Hannah et celle du mitrailleur arrière ont été incendiées et, bien que le mitrailleur arrière soit décédé, Hannah a choisi de rester à son poste, combattant l'incendie avec des extincteurs, qui ont ensuite brûlé son carnet de route.
Il a réussi à empêcher le feu d'atteindre les réservoirs de carburant endommagés, malgré l'explosion de munitions et la fonte du sol. Bien que gravement brûlé, le Sgt. Hannah se fraya un chemin jusqu'au poste du navigateur, seulement pour découvrir que le navigateur était aussi décédé. Il a ensuite transmis les cartes et les journaux de navigation au pilote et l’a aidé à remonter le Hampden jusqu’à Scampton.
Wing Commander Guy Gibson
Dans la nuit du 16 au 17 mai 1943, le Wing Commander Gibson dirigea le 617 Squadron lors des raids contre les barrages de Rhur, l'opération Chastise. La tâche était semée d'embûches et de difficultés. Le Wing Commander Gibson a personnellement attaqué le barrage de Möhne. Descendant à quelques mètres de l’eau et prenant le maximum de risques face aux défenses anti-aériennes, il livra son attaque avec une grande précision.
Il a ensuite effectué des cercles très bas pendant 30 minutes, attirant le feu ennemi sur lui-même afin de laisser une course aussi libre que possible à l'aéronef suivant qui attaquait le barrage à son tour. Le commandant Gibson a ensuite dirigé le reste de ses effectifs vers l'Eder. Barrage où, ne tenant aucun compte de sa propre sécurité, il a répété sa tactique et s’est de nouveau attiré le feu ennemi afin que l’attaque puisse se développer avec succès.
En juillet 2009, la RAF Scampton a reçu trois bustes en bronze représentant les trois récipiendaires de la station.

## Stèles

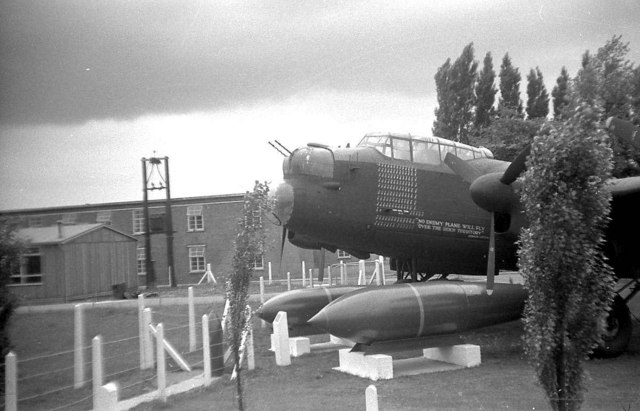
Lancaster R5868 en stèle sur la RAF Scampton

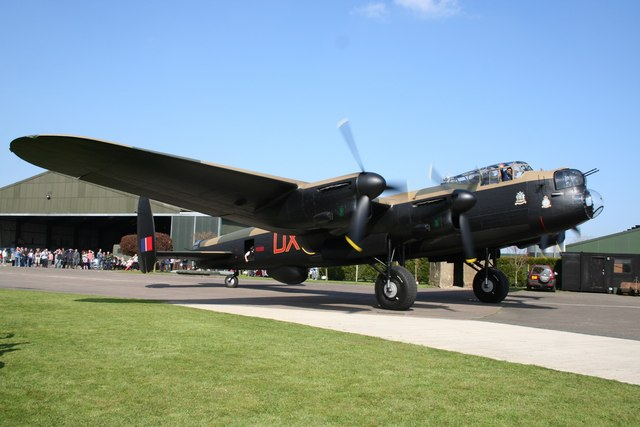
Avro Lancaster Just Jane, ancienne stèle de la porte de RAF Scampton, devenu le centre névralgique du Lincolnshire Aviation Heritage Center

Au total, il y a eu trois stèles aux portes de la RAF Scampton au cours de l'histoire de la base.

### Lancaster R5868Q-Queenie/S-Sugar
La première était un Avro Lancaster S-Sugar avec les grandes bombes Tallboy et Grand Slam que l'appareil avait emportées. À la fin des années 1950, la bombe Grand Slam devait être déplacée en prévision des travaux d’élargissement des routes du Lincolnshire County Council. Les efforts pour la soulever avec une petite grue ont été vains, car elle était beaucoup plus lourde que prévu. Après un examen plus approfondi, il a été constaté qu’elle était toujours remplie d’explosifs. Il a été soigneusement retiré sur un chargeur de la RAF et explosé sur une zone d'essai. On ignore comment une bombe réelle a pu être exposée, mais il semble qu'elle soit en place depuis plus d'une décennie. Avec l’arrivée du 83 Squadron à Scampton en octobre 1960, il fut souligné que le S-Sugar avait des liens étroits avec l'escadron. Il est apparu que l'avion avait initialement servi à Scampton avec le 83 Squadron et avait reçu le code de l'escadron OL-Q (Q-Queenie). Lorsque le 83 Squadron passa sur Lancaster MkIII en septembre 1943, le Lancaster Q-Queenie fut alors transféré au 467 Squadron, qui était alors basé sur la RAF Bottesford. L’avion a ensuite été recodé PO-S (S-Sugar).
Compte tenu de l'historique de l'aéronef, les codes du 467 Sqn ont été supprimés et remplacés par le code OL-Q d'origine du 83 Sqn.
Lancaster R5868 a été démantelé à Scampton en novembre 1970, par du personnel de la 71e MU. Il a été retiré et fait actuellement l'objet d'une exposition permanente au musée de la Royal Air Force à Hendon.

### Lancaster NX611Just Jane
La stèle suivante était un autre Lancaster restauré, rapatrié d'une île française du Pacifique Sud. Just Jane NX611, l’un des derniers Lancaster, se trouve maintenant au Lincolnshire Aviation Heritage Center de l’ancienne RAF East Kirkby.

### Hawk XX306

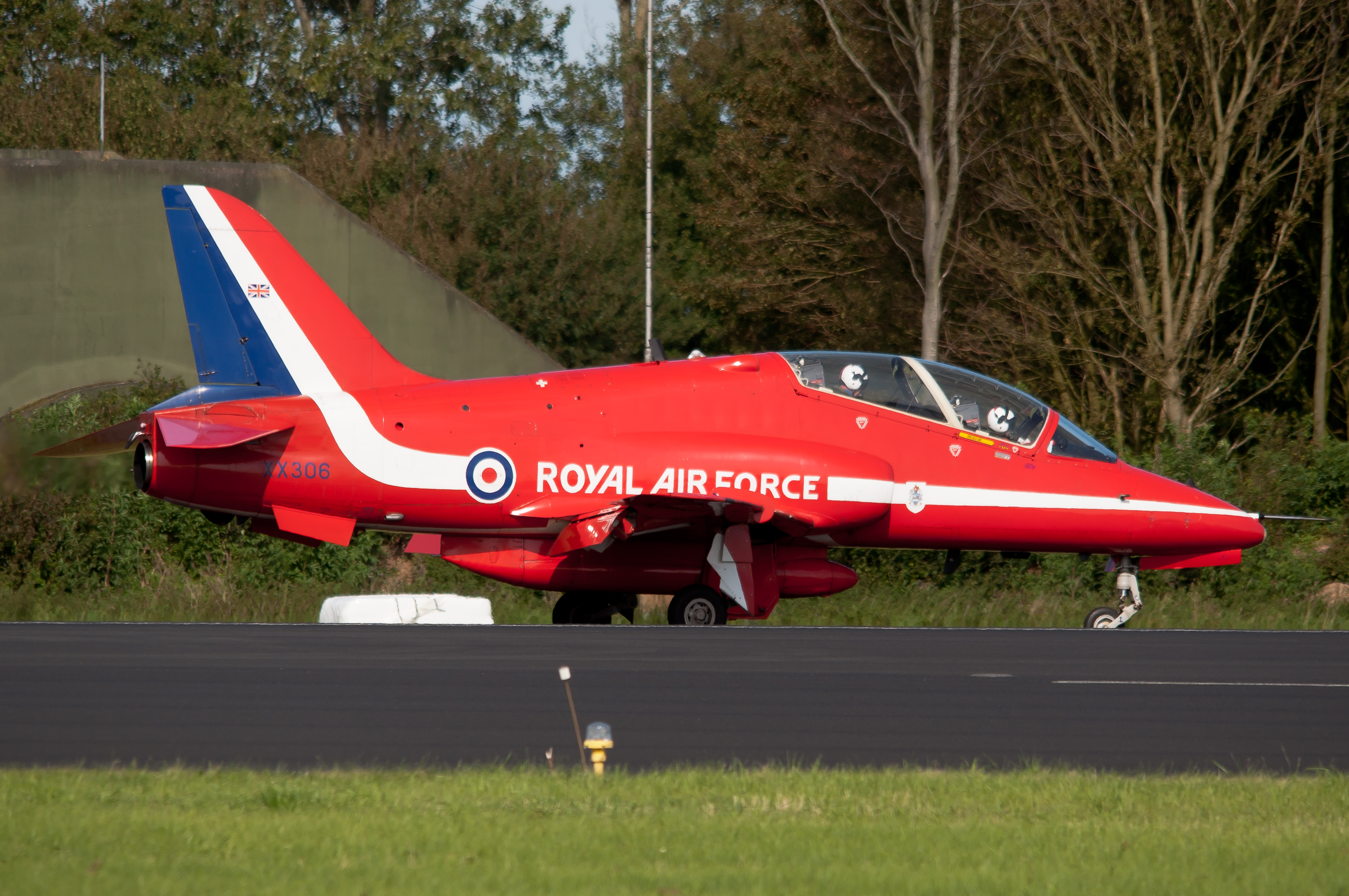
XX306 au roulage

La stèle actuelle de la RAF Scampton est un ancien Hawk des Red Arrows, le XX306. Positionné devant le quartier général de la base, il a été dévoilé par le commandant d'escadre de l'époque, Michael Harrop, lors d'une cérémonie le 12 octobre 2015.
L'avion a été construit à BAe Dunsfold et remis à la Royal Air Force le 23 mai 1980. Le jet a passé deux mois sur la RAF Valley avant de s'envoler pour la RAF Kemble (ancienne résidence des Red Arrows) et a rejoint l'escadron le 3 juillet 1980, il fut l'un des premiers de ce type exploité par les Red Arrows, après leur passage sur Folland Gnat, à la fin de la saison de 1979.
Au cours de sa vie opérationnelle, le XX306 a accumulé une durée de vol totale de 7 378 heures, soit un total de 13 007 atterrissages. Il a pris sa retraite de l'équipe de voltige le 20 octobre 2012, après avoir été utilisé pour la dernière fois le 26 septembre de cette même année.

## Anciens commandant de base
- Group Captain John C Russell 1936–38
- Wing Commander W A B Bowen-Buscarlet 1938
- Group Captain O C Bryson 1938–39
- Group Captain E C Emmett 1939–40
- Group Captain Hugh Walmsley|Hugh S Walmsley 1940–41
- Group Captain  W J M Akerman 1941
- Group Captain  R H S Spaight 1941–42
- Group Captain John Whitworth|John N H Whitworth 1942–43
- Group Captain Adolphus D Davies 1943–44
- Group Captain John W F Merer 1944
- Group Captain C R D L Lloyd 1944–46
- Group Captain P J Harris 1946–48
- Group Captain  Thomas A B Parselle 1948
- Group Captain H J Pringle 1948–51
- Group Captain G A G Johnson 1951–53
- Group Captain David J P Lee 1953–55
- Group Captain Hubert P Connolly 1955
- Squadron Leader R C Wood 1955–57
- Group Captain Stafford P Coulson 1957–60
- Group Captain Harry Burton 1960–62
- Group Captain Jack Garden 1962–63
- Group Captain K G Hubbard 1963–64
- Group Captain R G Wakeford 1964–65
- Group Captain Allen H Mawer 1965–68
- Group Captain D Jack Furner 1968–69
- Group Captain T M Fennell 1969–71
- Group Captain L E H Scotchmer 1971–73
- Group Captain F R Lockyer 1973–74
- Group Captain John B Fitzpatrick 1974–75
- Group Captain G H Burleigh 1975–78
- Group Captain C A Herbert 1978–79
- Group Captain V L Warrington 1979–82
- Group Captain A P Singleton 1982–83
- Group Captain I Thomson 1983–85
- Group Captain R G Curry 1985
- Group Captain Allan Blackley 1985–87
- Group Captain C C N Burwell 1994–95
- Wing Commander D Bolsover 2000–01
- Wing Commander W J Ramsey 2001–03
- Wing Commander David Middleton 2005–05[40]
- Group Captain Tim L J Bishop 2005–06
- Wing Commander Archie McCallum
- Wing Commander Alex Stylianides
- Wing Commander Richard D Turner
- Wing Commander Michael Harrop 2014–16

## Meeting de Scampton
Le 19 février 2016, une annonce a été faite concernant le projet de création d'un spectacle aérien à Scampton en 2017.
À la suite de la décision de ne plus organiser de meeting sur la RAF Waddington après le spectacle aérien de 2014, il y eut un haut degré de mécontentement après l'annonce. Le spectacle aérien était devenu l'une des principales attractions du Royaume-Uni pendant les mois d'été. Le spectacle de 2014 à Waddington a attiré près de 135 000 spectateurs durant le week-end de démonstration, recueillant environ 260 000 £ pour le service et les associations caritatives locales.
À la suite de l'annonce en février 2016 de la base concernant un spectacle aérien en 2017, il a été annoncé que le Royal Air Force Charitable Trust, organisateur du Royal International Air Tattoo, avait accepté d'organiser un nouvel événement à Scampton. Cependant, les exigences relatives à la modernisation de l'infrastructure de la base afin de pouvoir organiser un tel événement ont empêché la tenue d'un spectacle aérien avant 2017.
À la fin du printemps 2016, les préparatifs se sont poursuivis pour l'organisation de l'événement et une annonce officielle a été faite à une réception du commandant de base le 26 mai. Les dates du spectacle aérien ont été confirmées le 10 novembre, elles ont été fixées du 9 au 10 septembre 2017. Un site Web a également été mis en ligne le 10 novembre, permettant l'achat de billets en ligne.

### 2017
Le premier spectacle aérien organisé sur la RAF Scampton depuis 1991 a vu la participation de 104 appareils, dont 41 ont participé aux démonstrations en vol et 63 à l'exposition statique. Les types d’aéronefs varient, d’un millésimé Avro Anson au Typhoon de la RAF, avec un total d’environ 50 000 visiteurs. Terry Clark, ancien combattant de la bataille d'Angleterre, et Johnny Johnson, ancien résident de Scampton, étaient les invités d'honneur de l'événement.

### 2018
Le jeudi 14 décembre 2017, les organisateurs du Scampton Airshow ont publié une déclaration concernant l'événement de 2018. La déclaration indiquait qu'après le spectacle aérien de 2017, les organisateurs avaient besoin de temps pour réfléchir à certaines questions et voir comment le spectacle pourrait être amélioré. Compte tenu de cela, la déclaration continuait qu'il restait des zones de l'événement qui nécessitaient des améliorations et qu'en conséquence, le Scampton Airshow n'aurait pas lieu en 2018. La déclaration a toutefois conclu que les organisateurs, à la suite de l'examen, avaient l'intention d'organiser un Scampton Airshow amélioré en 2019.

## RAF Scampton Heritage Centre
La RAF Scampton abrite un centre du patrimoine détaillant l'histoire de la base et exposant plusieurs centaines d'objets, dont un missile Blue Steel. Des plans plus ambitieux ont été proposés en 2013 pour transformer une partie de la RAF Scampton en une attraction touristique majeure. Ce projet est mené par le Lincolnshire County Council. Il a été estimé que l'investissement total requis pour l'ensemble du plan s'élèverait à 80 millions de livres; sur ce total, 40 millions de livres seraient nécessaires pour mener à bien la première phase, qui concerne deux hangars et le hall d'exposition. Ces montants nécessiteront donc d’importantes subventions monétaires de la part de la Loterie nationale britannique pour aboutir.
Les plans convertiraient deux des quatre hangars de la base en salles d'exposition et le mess des officiers en hôtel. Les responsables du Conseil ont eu des entretiens avec la Royal Air Force et la Defence Infrastructure Organization, qui gère la succession du ministère de la Défense, en ce qui concerne les propositions, qui estiment la création de 100 emplois locaux et le nombre annuel de visiteurs dans la région de 200 000 environ.
Une étude indépendante commandée par le Lincolnshire County Council en octobre 2013 a conclu que la proposition était viable et qu'elle avait le potentiel de réussir,.
Les expositions porteraient sur les Red Arrows, l'aviation des Première et Deuxième Guerres mondiales, la guerre froide, ainsi que sur le patrimoine d'ingénierie aéronautique du Lincolnshire et le raid Dambusters.

### Citations
1. ↑  « Rachel Riley visits to inspire future scientists, engineers and mathematicians », sur raf.mod.uk (consulté le 17 décembre 2017)
2. 1 2 3 4 5 6 7 8  « RAF Scampton – History », sur Royal Air Force (consulté le 10 juillet 2016)
3. 1 2 3 4 5 6 7 8 9 10 11 12 13 14 15 16 17 18 19 20  « RAF Scampton Feasibility Study », sur Lincolnshire County Council, 29 octobre 2013 (consulté le 10 juillet 2016)
4. 1 2  Halpenny 1981, p. 161.
5. ↑  Steve Smith, « Hawker Hunter Aviation », sur AeroResource, 23 août 2012 (consulté le 10 juillet 2016)
6. ↑  « RAF units to remain at Scampton », Estate and Environment, Ministry of Defence, 18 juin 2012 (consulté le 26 juin 2012)
7. 1 2  Halpenny 1981, p. 162.
8. 1 2  « History of RAF Scampton », sur Royal Air Force (consulté le 27 octobre 2008)
9. ↑  « Pre-War Scampton », sur Royal Air Force (consulté le 27 octobre 2008)
10. 1 2  Halpenny 1981, p. 163.
11. 1 2 3 4 5 6 7 8  « Avro Lancaster B.Mk.1 R5868/7325M: Museum Accession Number 74/A/12 », sur RAF Museum (consulté le 10 juillet 2016)
12. ↑  « Bomber Command No. 617 Squadron », sur Royal Air Force (consulté le 10 juillet 2016)
13. ↑  Halpenny 1981, p. 164.
14. ↑  Battle of Britain TV, « Dam Buster Pilot Interview Sqn Ldr Les Munro », sur YouTube, 17 mai 2013 (consulté le 10 juillet 2016)
15. 1 2  « RAF Scampton Heritage Centre: At War », sur Royal Air Force (consulté le 10 juillet 2016)
16. ↑  « Scampton », sur RAF Lincolnshire.info (consulté le 10 juillet 2016)
17. ↑  Halpenny 1981, p. 165.
18. ↑  « Scampton », sur The Dambusters (consulté le 10 juillet 2016)
19. 1 2 3 4  « RAF Scampton Heritage Centre », sur Royal Air Force (consulté le 10 juillet 2016)
20. ↑  Damien Burke, « Airfield Viewing Guide – RAF Scampton », sur Thunder & Lightnings (consulté le 10 juillet 2016)
21. ↑  Halpenny 1981, p. 167.
22. 1 2 3 4 5 6 7 8  « RAF Scampton: Historic Characterisation », sur Historic England, octobre 2004 (consulté le 10 juillet 2016)
23. 1 2  « SOS team launches a counter attack », Lincolnshire Echo,‎ 24 mars 2009 (lire en ligne, consulté le 10 juillet 2016)
24. ↑  « Plans to make former RAF base a prison surprise owner », Lincolnshire Echo,‎ 4 novembre 2008 (lire en ligne, consulté le 10 juillet 2016)
25. ↑  twsg.co.uk
26. 1 2 3 4  « Red Arrows to remain at RAF Scampton in Lincolnshire », sur BBC News, 18 juin 2012 (consulté le 10 juillet 2016)
27. ↑  « Red Arrows RAF Scampton move plan to be reviewed », sur BBC News, 15 décembre 2011 (consulté le 10 juillet 2016)
28. ↑  « RAF bases are to be scaled back », sur BBC News, 29 octobre 2008 (consulté le 10 juillet 2016)
29. ↑  « Red Arrows base axed in cost-cutting manoeuvre », The Times, no 72595,‎ 24 juillet 2018, p. 7 (ISSN 0140-0460)
30. ↑  (en) « Who is based here? », sur RAF Scampton (consulté le 2 août 2017)
31. 1 2 3 4 5 6  Royal Air Force Salute. March 2013 (page 46)
32. ↑  « No. 1 Air Control Centre », sur Royal Air Force (consulté le 6 septembre 2012)
33. ↑  Claire Mills, « Defence Estate Rationalisation », sur Library of the House of Commons, 6 avril 2013 (consulté le 10 juillet 2016)
34. 1 2 3 4 5 6 7  « Dambusters leader Guy Gibson's building to be revamped », Scunthorpe Telegraph,‎ 3 octobre 2014 (lire en ligne, consulté le 10 juillet 2016)
35. 1 2 3 4 5 6  Christopher Foxley-Norris, « Obituary : Wing Cdr Roderick Learoyd VC », INM, London, UK,‎ 2 février 1996 (lire en ligne, consulté le 10 juillet 2016)
36. 1 2 3 4 5 6  « John Hannah VC, RAF », sur BBC: WW2 People's War (consulté le 10 juillet 2016)
37. ↑  « Service Aviation News: In Brief », Flight, vol. 79, no 2716,‎ 30 mars 1961, p. 422 (lire en ligne, consulté le 10 juillet 2016)
38. ↑  « Grand Slam » [archive du 18 septembre 2009], sur Australian Armourers Association (consulté le 13 janvier 2012)
39. 1 2 3 4 5 6 7  « RAF Scampton gets Red Arrows jet as new gate guardian », sur Royal Air Force, 12 octobre 2015 (consulté le 10 juillet 2016)
40. ↑  M. B. Barrass, « RAF Station Commanders – Lincolnshire and East Midlands: RAF Scampton », Air of Authority – A History of RAF Organisation (consulté le 10 juillet 2016)
41. 1 2 3 4  Stefan Pidluznyj, « New air show to be staged at RAF Scampton in 2017 », sur The Lincolnite, 19 février 2016 (consulté le 10 juillet 2016)
42. ↑  « News: RAF Waddington Air Show Supports Past, Present and Future Personnel », Waddington International Airshow, 16 décembre 2014 (version du 19 juillet 2016 sur Internet Archive)
43. ↑  RAF Families Federation, « RAF. News featured on website – RAF Families Federation », sur raf-ff.org.uk (consulté le 17 décembre 2017)
44. ↑  « Scampton Airshow », sur Scampton Airshow (consulté le 17 décembre 2017)
45. 1 2  « Scampton Airshow hailed 'huge success' with over 50k visitors », sur thelincolnite.co.uk (consulté le 17 décembre 2017)
46. 1 2 3 4  « Scampton Airshow – News: Scampton Airshow Statement », sur scamptonairshow.com (consulté le 17 décembre 2017)
47. 1 2 3 4 5 6  « Dream to turn Red Arrows' home into world attraction », Lincolnshire Echo,‎ 20 octobre 2013 (lire en ligne, consulté le 10 juillet 2016)
48. ↑  « RAF Scampton – Feasibility Study for an Aviation Heritage Attraction and related Site Development Options », sur Lincolnshire County Council, mars 2013 (consulté le 10 juillet 2016)

- (anglais) Cet article est partiellement ou en totalité issu de l’article de Wikipédia en anglais intitulé « RAF Scampton » (voir la liste des auteurs).